# Smart Money (1931)
Smart Money is een Amerikaanse pre-Code dramafilm uit 1931 onder regie van Alfred E. Green met in de hoofdrollen Edward G. Robinson en James Cagney. De bijrollen worden gespeeld door Evalyn Knapp, Margaret Livingston en Boris Karloff die een prominente rol in de film heeft, hoewel hij niet in de aftiteling vermeld wordt.

## Verhaal
Nick Venizelos is een gokker met een zwak voor blondines. Samen met zijn handlanger Jack klimt hij op tot de koning van het illegale gokcircuit. Op een dag redt hij het leven van Irene, een jongedame die zelfmoord wou plegen. Zij blijkt echter gechanteerd te worden door de openbare aanklager met de bedoeling om Nick in de val te lokken. Jack ontdekt het bedrog, maar Nick gelooft hem niet. Het plan van de openbare aanklager werkt en Nick wordt gearresteerd en veroordeeld tot tien jaar cel. Hij vergeeft Irene en wedt dat hij binnen de vijf jaar weer op vrije voeten zal zijn.

## Rolverdeling
| Acteur              | Personage                      | Opmerkingen        |
| ------------------- | ------------------------------ | ------------------ |
| Edward G. Robinson  | Nick "The Barber" Venizelos    |                    |
| James Cagney        | Jack                           |                    |
| Evalyn Knapp        | Irene Graham                   |                    |
| Ralf Harolde        | Sleepy Sam                     |                    |
| Noel Francis        | Marie                          |                    |
| Margaret Livingston | District Attorney's girlfriend |                    |
| Maurice Black       | Greek Barber                   |                    |
| Billy House         | Irontown Salesman-Gambler      |                    |
| Paul Porcasi        | Alexander Amenoppopolus        |                    |
| Polly Walters       | Lola                           |                    |
| Boris Karloff       | Sport Williams                 | niet op aftiteling |
| Charles Lane        | Hotel Clerk                    | niet op aftiteling |
| John Larkin         | Snake Eyes                     | niet op aftiteling |
| Morgan Wallace      | District Attorney Black        | niet op aftiteling |

## Trivia
- Dit is de enige keer dat Robinson en Cagney samen in een film verschenen, ondanks dat ze beiden grote sterren waren die in de jaren 30 voornamelijk gangsters speelden in films van Warner Bros.
- Op de 4de Oscaruitreiking werd de film genomineerd de categorie beste verhaal.[2]